# 霍布斯峰
77°53′S 163°55′E / 77.883°S 163.917°E
霍布斯峰（英語：Hobbs Peak）是南極洲的山峰，位於維多利亞地的斯科特海岸，是霍布斯冰川和布盧冰川的分界點，海拔高度1,510米，由羅伯特·斯科特率領的英國探險隊命名。